# Товарищ (фильм)

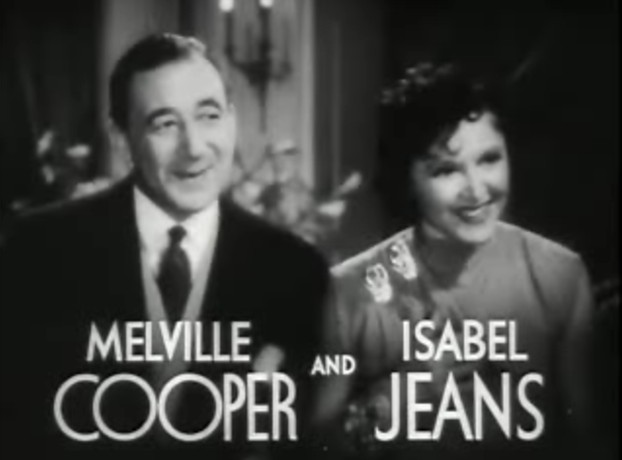
Мелвилл Купер и Изабель Джинс

«Товарищ» (англ. Tovarich) — комедия 1937 года с Клодетт Кольбер и Шарлем Буайе в главных ролях. Экранизация пьесы Роберта Шервуда.

## Сюжет
Когда в России начинается революция, княгиня Татьяна и князь Михаил бегут из страны и вывозят сорок миллионов франков, которые собираются потратить на поддержку контрреволюционного движения. Беглецы оседают в Париже, но собственных денег у них в обрез и они живут настолько бедно, что княгине приходится подворовывать на рынке. В конце концов Михаил и Татьяна — под именем своей бывшей служанки — нанимаются в прислуги к банкиру Дюпону. Княгиня превращается в горничную Тину Дубровскую, а князь — в дворецкого.
Кроме самого банкира Шарля Дюпона и его жены Фермонды, в доме живут их сын Жорж и дочь Элен. Не подозревая о высоком аристократическом статусе своих новых слуг, Дюпоны нещадно эксплуатируют их, но в конце концов становятся сражены их обаянием, образованностью и безупречными манерами, а Шарль и вовсе влюбляется в княгиню.
Наступившая идиллия рушится, когда Дюпоны приглашают на ужин советского комиссара Городченко. Однако Городченко тоже подпадает под очарование Татьяны и после ужина сообщает, что более не будет их преследовать. Он просит Михаила вернуть царские миллионы Советам, так как после революции наступила разруха и страна отчаянно нуждается в средствах. Удивительно, но Татьяна поддерживает его, посчитав, что будет лучше, если деньги помогут их родине, а не принесут новое горе.

## В ролях
- Клодетт Кольбер — Великая княгиня Татьяна Петровна Романова, она же Тина Дубровская
- Шарль Буайе — Князь Михаил Александрович Оратьев
- Бэзил Рэтбоун — комиссар Дмитрий Городченко
- Анита Луиз — Элен Дюпон
- Мелвилл Купер — Шарль Дюпон
- Моррис Карновски — Шоффурье-Дубьефф
- Изабель Джинс — Фермонда Дюпон
- Морис Мёрфи — Жорж Дюпон
- Монтегю Лав — М. Куртуа
- Хизер Тэтчер — леди Картеган
- Григорий Ге — Фредерик Брекенски
- Фриц Фельд — Мартелло
- Виктор Килиан — жандарм

## Пьеса
Оригинальная постановка Жака Деваля состоялась в Париже 13 октября 1933 года. Английская адаптация Роберта Шервуда состоялась в Лондоне 24 апреля 1935 г. (Мелвилл Купер исполнял свою роль, как и в фильме). 15 октября 1936 состоялась премьера на Бродвее, где в главной роли была Марта Абба.
В 1963 году пьеса была поставлена в качестве мюзикла на Бродвее (сценарий Дэвида Шоу, музыка Ли Покрисса, слова Анны Кросвел). Главные роли исполняли Вивьен Ли и Жан-Пьер Омон. Мюзикл продержался 264 выступления, и Вивьен Ли за роль получила Премию Тони за лучшую женскую роль.